# امیر تیزرو
امیر تیزرو (زادهٔ ۳ مه ۱۹۸۳) یک بازیکن فوتبال اهل ایران است.
از باشگاه‌هایی که در آن بازی کرده‌است می‌توان به سپیدرود رشت ، داماش گیلان ، سیاه‌جامگان ، گسترش فولاد و ماشین‌سازی اشاره کرد.